# يفغيني زاخارتشينكو
يفغيني زاخارتشينكو (بالروسية: Захарченко, Евгений Васильевич)‏ (21 سبتمبر 1978 ببياتيغورسك في روسيا - ) هو لاعب كرة قدم روسي في مركز الوسط. لعب مع دينامو ستافروبول وFC Dynamo GTS Stavropol ‏ وFC Volga Ulyanovsk ‏ وFC Beshtau Lermontov ‏ وأوكزهيتبيس ‏.